# Martersäule (Maria Bildhausen)

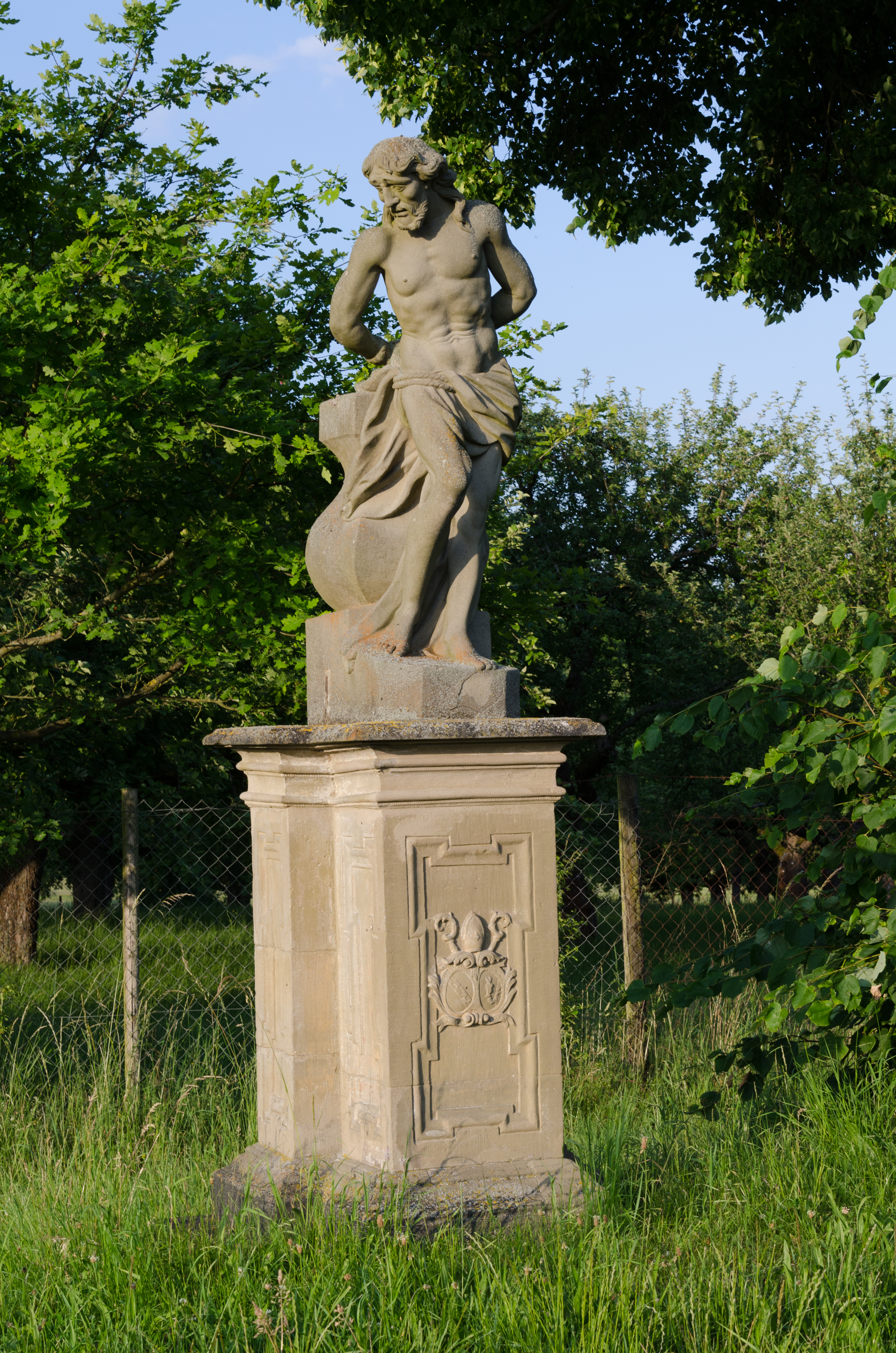
Martersäule beim Kloster Maria Bildhausen.

Die Martersäule Maria Bildhausen gehört zum Kloster Maria Bildhausen in der Stadt Münnerstadt im unterfränkischen Landkreis Bad Kissingen, das gleichzeitig Gemeindeteil der Stadt ist. Sie gehört zu den Baudenkmälern von Münnerstadt und ist unter der Nummer D-6-72-135-187 in der Bayerischen Denkmalliste registriert.

## Beschreibung
Die Martersäule besteht aus Sandstein und entstand im Jahr 1730.
Das gestaffelte Podest hat eine Höhe von 132 cm sowie vorne eine Breite von 47 cm und eine Tiefe von 68 cm. Die Vorderfläche beherbergt in einer Kartusche das Wappen des Abtes und das Zisterzienserwappen.
Darunter steht „F.A.A.B. 1713“, das heißt: „Frater Augustin Abt Bildhausen“.
Die 134 cm hohe Christusfigur ist an den gebauchten Säulenstumpf gekettet.
Günter Beck berichtet im Jahr 1974 in Flurdenkmäler in Bildhausen und Umgebung, seiner Seminararbeit der Pädagogischen Hochschule der Universität Würzburg:

„Im Volksmund rankt sich um den "gegeißelten Herrgott" auch eine Sage: Nach einem Krieg benötigte das Kloster Geld, um die zerstörten Gebäude wieder aufzubauen. Der Abt beabsichtigte, die Figur des Christus für bares Geld an einen Fürsten zu verkaufen. Dies kam den Einwohnern von Fridritt, das ganz in der Nähe liegt, zu Ohren und da sie den "Herrgott" sehr liebten und verehrten und ihn außerdem zur Ausschmückung ihrer Wallfahrtskirche gebrauchen konnten, beschlossen sie, dem Abt einen Strich durch die Rechnung zu machen. Des Nachts fuhren sie heimlich nach Bildhausen, verluden die Statue auf einen Wagen und schafften sie nach Fridritt. Dem Abt war das zu Ohren gekommen und er konnte die Fridritter gerade beim Aufstellen der Statue überraschen. Die Statue wurde nicht verkauft und blieb in Bildhausen. Die Fridritter heißen aber seit dieser Zeit nur noch die "Herrgottsdiebe".“

Im Jahr 1967 wurden auf Veranlassung des Klosters die Martersäule, der Bildstock von 1595 und die St.-Nepomuk-Statue von 1785 restauriert.